# Led Zeppelin IV
Al patrulea album fără nume al trupei engleze de rock Led Zeppelin a fost lansat pe 8 noiembrie 1971. Pe album nu există vreo denumire oficială a acestuia dar discul este numit, în general, Led Zeppelin IV la fel ca precedentele trei discuri. Casa de discuri Atlantic Records a folosit denumirile Four Symbols și The Fourth Album. De asemenea a fost numit și Zoso, Untitled și Runes. Chitaristul formației, Jimmy Page numește albumul în interviuri ca pe "al patrulea album" și Led Zeppelin IV, Robert Plant făcând de asemenea referire la LP prin termenii "al patrulea album".
La lansarea sa, Led Zeppelin IV a fost un imens succes critic și comercial. Majoritatea cântecelor de pe album sunt foarte difuzate la posturile de radio cu specific de rock clasic. Dintre acestea amintim de "Black Dog", "Rock and Roll", "Stairway to Heaven", "Misty Mountain Hop", "Going to California" sau "When The Levee Breaks". Albumul este unul dintre cele mai bine vândute din istorie cu peste 37 de milioane de exemplare. S-a vândut în peste 23 de milioane de exemplare numai în Statele Unite, devenind al treilea în lista discurilor cele mai vândute din State. În 2003 albumul a fost clasat pe locul 66 în Lista celor mai bune 500 de albume ale tuturor timpurilor stabilită de revista Rolling Stone. Discul este considerat un Magnum opus al grupului Led Zeppelin.

## Lista pieselor
1. "Black Dog" (Page, Plant, Jones) (4:57)
2. "Rock and Roll" (Page, Plant, Jones, Bonham) (3:40)
3. "The Battle of Evermore" (Page, Plant) (5:52)
4. "Stairway to Heaven" (Page, Plant) (8:02)
5. "Misty Mountain Hop" (Page, Plant, Jones) (4:38)
6. "Four Sticks" (Page, Plant) (4:46)
7. "Going to California" (Page, Plant) (3:31)
8. "When The Levee Breaks" (Page, Plant, Jones, Bonham, Minnie) (7:07)

## Single-uri
- "Black Dog" (1971)
- "Rock and Roll" (1972)

## Componență
- Jimmy Page - chitară acustică, chitară electrică, mandolină
- Robert Plant - voce, muzicuță
- John Paul Jones - sintetizator, chitară bas, claviaturi, mandolină, blockflöte
- John Bonham - baterie